# Tout commence en Finistère - Armor lux
Tout commence en Finistère - Armor lux est un voilier monocoque français de la classe 60 pieds IMOCA, dessiné par David Raison, construit par Persico Marine pour Jean Le Cam en vue du Vendée Globe 2024-2025 et mis à l'eau le 25 septembre 2023. Le bateau est le sister-ship du Stand As One d'Éric Bellion.

## Conception en mode sister-ship
À l'arrivée du Vendée Globe 2020-2021, Jean Le Cam s'interroge sur l'intérêt de dépenser jusqu'à 7 millions d'euros pour un foiler à peine plus rapide qu’un voilier à dérives droites et de plus, selon lui, inadapté aux difficiles conditions des mers du Sud : « Ils ne m'ont même pas mis 24 heures et j’ai un bateau de 2007 ». Cette course à l'armement entretenue, toujours d'après le skipper de Yes We Cam !, par les écuries de course au large financées par de grands groupes, interdirait à terme l'accès de l'épreuve aux PME et aux jeunes skippers.
Il réfléchit à la réalisation d'un « bateau super simple, super léger ». Éric Bellion qui, de son côté, envisage de monter la première écurie du Vendée Globe en rachetant des bateaux d'occasion, adhère à l'idée de Jean Le Cam. Leur réflexion s'appuie sur le constat des performances d'Hubert, conçu en 2006, 4e à l'arrivée, en fait très peu de temps après le 1er. Ils ne veulent pas d'un bateau qui avance à 35 nœuds, ils veulent un bateau qui va « 1 noeud, 1 noeud et demi plus vite qu' Hubert ». Leur décision prise, leur choix se porte sur David Raison, initiateur de nouvelles carènes en Class40, architecte naval « pointu et perfectionniste » qui n'a jamais conçu d'IMOCA mais qui complète par un regard nouveau les connaissances et l'expérience de Jean Le Cam. Les croquis peuvent débuter grâce au financement du sponsor d'Éric Bellion, Altavia. Les deux skippers sont également séduits par les moyens techniques du chantier naval italien Persico Marine. Si les projets sont différents : celui d'Éric Bellion, « Comme un seul homme powered by Altavia », est de réaliser plusieurs bateaux, celui de Jean Le Cam, « Yes We Cam ! », un seul, les bateaux sont identiques : scow à dérives droites, sobre, simple, durable, compromis entre résistance et légèreté,.
Pour la simplicité : casques de safrans éprouvés, pont droit, pas de marqueterie de carbone, électronique basique avec du bon matériel, pas de grand écran, consommation 6 Ah contre 12 Ah pour les foilers, aucun capteur fibre optique, voiles North Sails. Pour la résistance et la durée : fond de coque  monolithique. Pour la légèreté, « foils » droits (puisque « les dérives n'existent plus dans la novlangue de l'IMOCA ») : rien qu'en enlevant les foils et la structure qui va avec, le poids est proche de celui d'Hubert. Bateau adaptable à 4 personnes ouvrant des perspectives vers les courses en équipage. En résumé, sobriété permettant un coût moindre sans exclure la performance, y compris face aux foilers, est le principe sur lequel s'accorde la petite équipe composée de Marie et Éric Bellion, Anne et Jean Le Cam,.

## Construction
Éric Bellion ayant bouclé son budget le premier, la construction, qui dure dix mois, débute par son bateau au printemps 2022. Le 10 octobre 2022, Jean Le Cam lance officiellement son projet épaulé par un pool de partenaires essentiellement finistériens. La construction de son IMOCA démarre début 2023. Du fait de la distance Finistère - province de Bergame, la communication avec Persico Marine se déroule par visioconférence. Les skippers bretons font le déplacement pour les phases critiques, démoulage et jonction pont-coque.
Les deux sister-ships seront les deux seuls IMOCA à dérives droites neufs sur le Vendée Globe 2024-2025. En attendant la livraison du sien, Jean Le Cam peut tirer des bords sur le 60 pieds d'Éric Bellion, Stand As One, mis à l'eau le 19 juin 2023. Au début de l'été il filme les premières images de son plan David Raison en chantier chez Persico Marine pour la première phase des travaux. Le bateau est convoyé le 8 août  par camion à Port-la-Forêt pour l'installation des équipements, l'armement et les finitions,. Le 23 septembre 2023, après dix mois le travaux, l'IMOCA  est mis à l'eau et, test de retournement réussi, baptisé par Jacqueline Tabarly, comme tous les bateaux de Jean Le Cam. Il porte le nom de baptême Virgile et le numéro 29. Il a une coque noire, un pont blanc, un cockpit et une quille jaune,.

## Caractéristiques techniques
Cet IMOCA a pour caractéristiques générales :
- Longueur : 18,28 m
- Largeur : 5,50 m
- Tirant d'eau : 4,50 m
- Tirant d'air : 29 m
- Déplacement : 8 t
- Dérives droites
- Mât-aile avec outriggers
- Safrans relevables
- 4 ballasts (4 000 l)
- Moteur thermique diesel in-board Lombardini 37 ch
- Panneaux solaires (1 600 W)
- Hydrogénérateur
- Voiles North Sails
- Surface de voilure : 250 à 320 m2 au près et 580 m2 au portant
- Accastillage : Harken
- Électronique et pilotes : Madintec, B&G
- Vêtements de mer : Armor-Lux et sa filiale Bermudes

## Financement
Le coût du bateau s'élève à 4,2 millions d'euros. Le financement du projet est prévu par Jean et Anne Le Cam dès le retour du Vendée Globe 2020-2021. Armor-Lux et le département du Finistère sont approchés et le financement arrêté le 10 octobre 2022. Le Crédit agricole du Finistère est l'armateur du bateau pour un coût compris entre 4,8 et 5 millions d’euros. La participation du conseil départemental sous sa marque de territoire « Tout commence en Finistère » s'élève à 2 millions d'euros. Le financement par Armor-Lux est de 25 %, comme celui d'un club de 5 à 10 entreprises du département.

## Engagement
Le corollaire du financement par le conseil départemental du Finistère est l'engagement de Jean Le Cam auprès des enfants confiés à l'aide sociale à l'enfance du département dans un partenariat permettant à ces enfants, qui n'ont souvent pas grand-chose, d'être associés à l’ensemble du projet, depuis la construction du bateau jusqu'à l'arrivée de la course : 

« L’enjeu est de donner à ces enfants qui nous sont confiés des motifs de joie et de fierté, de les entraîner dans une belle dynamique, de leur donner quelque chose que les autres n’auront pas. »

— Maël de Calan, Président du Conseil départemental du Finistère

## Courses
Le calendrier est serré entre la mise à l'eau de Tout commence en Finistère - Armor lux le 25 septembre 2023 et le départ du Vendée Globe 2024-2025 le 10 novembre 2024. Il faut encore tester et optimiser le nouvel IMOCA (jauge, voilerie, électronique, informatique, accastillage, aménagement) lors d'une série de navigations avant le départ pour la première course qualificative. Jean Le Cam convoie le voilier à Fort-de-France avec Bernard Stamm et prend le départ de la Transat B to B le 6 décembre 2023. Il termine la course à la 32e position. Il prend également le départ de The Transat CIC Lorient New-York Vendée le 28 avril 2024 mais abandonne pour raisons personnelles le jour même.
Tout commence en Finistère - Armor lux barré par Jean Le Cam est engagé dans la course du Vendée Globe 2024-2025 partie le 10 novembre 2024 des Sables-d'Olonne et passe le Cap de Bonne-Espérance en 24 jours, 12 heures, 2 minutes et 5 secondes le 5 décembre 2024 (UTC). Il mène en quasi-permanence la flotte des quinze IMOCA à dérives avec encore six foilers à l'arrière. Jean Le Cam intervient dans le « Vendée live » du 9 décembre 2024.

## Palmarès

### Tout commence en Finistère - Armor lux, barré par Jean Le Cam
- 2025
  - 20e sur 40 du Vendée Globe 2024-2025, en 85 j 15 h 51 min 2 s[18]

## Galerie

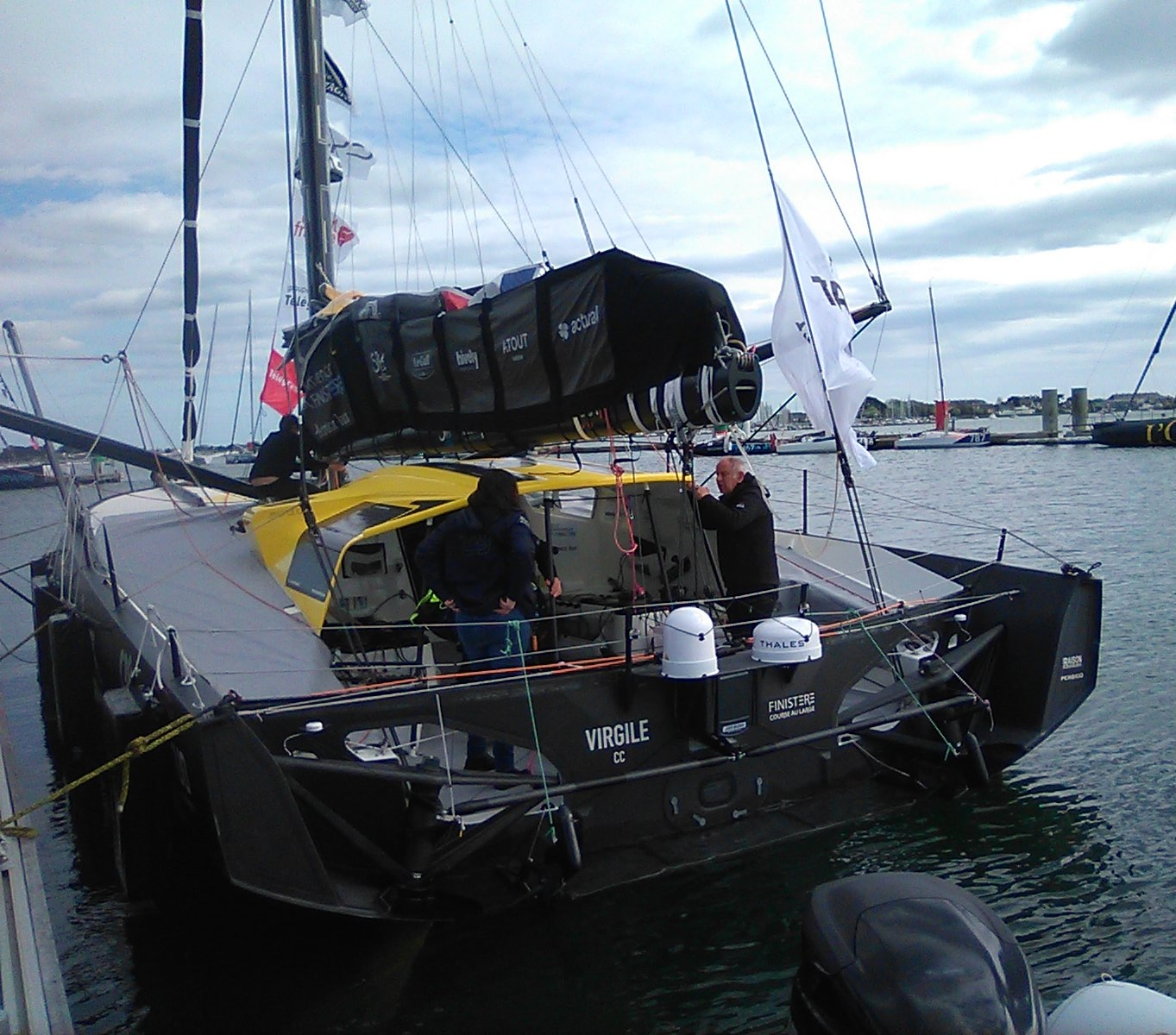
Tout commence en Finistère - Armor lux (Virgile) à Lorient, 22 avril 2024.
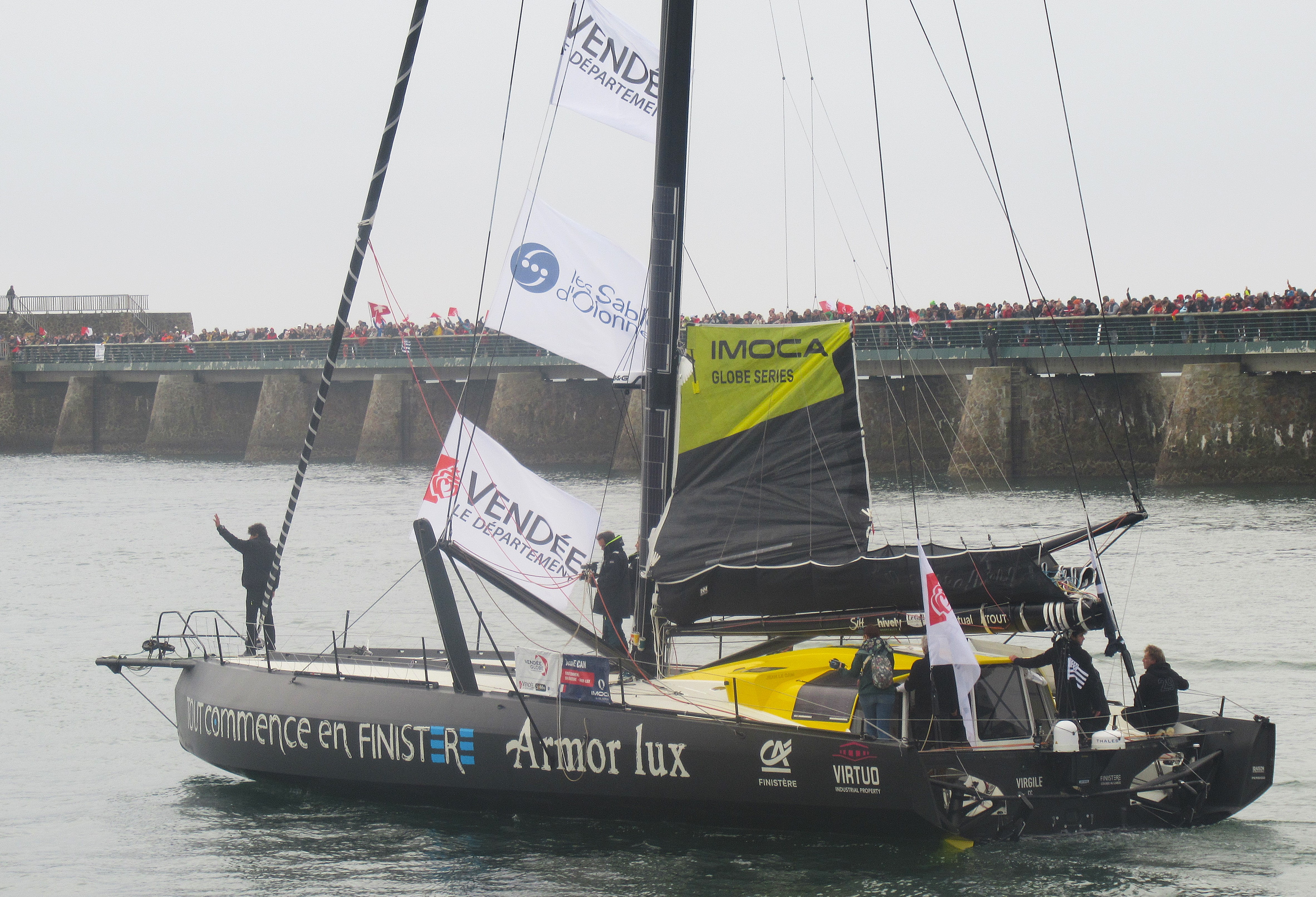
Tout commence en Finistère - Armor lux dans le chenal des Sables-d'Olonne, départ du Vendée Globe 2024-2025.